# Namialo
Namialo ist eine Kleinstadt in der Provinz Nampula, im Norden Mosambiks.

## Geographie
Namialo liegt jeweils etwa 80 Kilometer entfernt zwischen Ilha de Moçambique und Nampula. Die Stadt gehört zum gleichnamigen Distrikt Namialo. Nahe der Stadt fließt der Rio Namiola, der Namensgeber des Ortes.

## Bevölkerung
Der Ort hatte 2007 32.048 Einwohner.

## Wirtschaft und Infrastruktur
Namialo liegt an der Eisenbahnstrecke von Nacala nach Lichinga.